# Městské opevnění (Vodňany)
Městské opevnění ve Vodňanech představuje pozůstatky původních středověkých hradeb. Na rozdíl některých dalších českých měst nebyly místní hradby strženy a stále existují poměrně dlouhé úseky hrazení, především v jižní a západní části. Dochované části hradeb jsou od roku 1963 zapsány jako kulturní památka.

## Podoba
Vodňanské opevnění mělo podobu dvojitých hradeb o výšce asi pět metrů s parkánem. Ze severní strany, kde k historickému jádru města přiléhala řeka Blanice, nebyl původně parkán vystavěn, neboť obranný prvek tvořila samotná řeka.
Hradby doplňovalo celkem jedenáct věží (bašt). Příkop okolo hradeb měl průměrnou šířku dvanáct metrů. Do města vedly čtyři brány; Písecká, Budějovická, Bavorská a Nová.

## Historie
Středověké město mělo okolo své zástavby zbudováno opevnění v podobě palisády nejspíše již na počátku 15. století. To bylo později nahrazeno kamennými zdmi. Důvodem byla častá obléhání a plenění města (1395, 1406). Oldřich z Rožmberka nechal po dobytí města dokonce původní palisádu rozebrat a strhnout. Vzhledem k neklidnému patnáctému století byly původní hradby rozšiřovány a nakonec nahrazeny dvojitým předsazeným opevněním s parkánem. 
Hradby byly opravovány během různých válek a konfliktů, doloženy jsou nicméně záznamy o nekvalitních stavebních pracích a riziku zřícení zdí, např. na začátku třicetileté války. V závěru 17. století byly v natolik špatném stavu že i přes skutečnost, že zůstávaly Vodňany jako město v zástavě, bylo povoleno použít prostředky z vaření místního piva na jejich obnovu.
V roce 1722 byly poničeny požárem. Ke konci 18. století byl prostor parkánu rozprodán jednotlivým majitelům domů ve městě, které do nich v následujícím století rozšířili své domy i zahrady. Prodejem město vyřešilo problém neustálých vysokých nákladů na opravy zdí. 
V 19. století ztratilo opevnění na významu již zcela. Ve třicátých letech bylo místní samosprávě povoleno strhnout jednotlivé brány. V roce 1837 bylo o demolici rozhodnuto, a o dva roky později byly strženy jak budějovická, tak i bavorská brána. Obě stavby v té době již sloužily jako byty, takže město muselo původní obyvatele přestěhovat do nových domů. Brány však byly odstraněny ještě před masovým rozšířením fotografie, a proto se nedochovaly informace o jejich přesné podobě. Na několika dalších místech byly hradby vybourány tak, aby ulice mohly pokračovat dál za historické centrum Vodňan. 
Ve třicátých letech 20. století byl stav hradeb podrobně zkoumán z hlediska ochrany památkové péče. Bylo zaznamenáno, že stav hradeb není uspokojující. K realizaci návrhu na obnovu a ochranu dochovaných částí však kvůli nedostatku finančních prostředků nedošlo. První moderní archeologický průzkum v oblasti hradeb se uskutečnil v letech 1939 až 1940 a odhalil pozůstatky zaniklého barbakanu. 
Od roku 1963 jsou hradby památkově chráněné. V roce 1999 byl proveden detailní archeologický výzkum prostoru hradeb. Dvě z původně jedenácti hradních bašt se dochovaly až do počátku 21. století, jedna z nich je veřejnosti přístupná jako výstavní prostor.